# Microsoft Enterprise Library
Microsoft Enterprise Library là một tập hợp các thư viện lập trình dùng trong Microsoft.NET Framework. Microsoft Enterprise Library làm cho việc sử dụng các mẫu lập trình tốt nhất dễ dàng hơn. Thư viện Microsoft Enterprise Library bổ sung các lĩnh vực truy cập dữ liệu, an ninh phần mềm, theo dõi và quản lý ngoại lệ phần mềm v.v... Thư viện này được cung cấp bởi Microsoft dưới dạng mã nguồn. Hơn nữa các nhà phát triển phần mềm có thể sử dụng miễn phí và sửa đổi nếu cần.

## Lịch sử
Phiên bản 1.0 của thư viện Microsoft Entreprise Library được xuất bản vào đầu năm 2005. Từ đó trở đi, các phiên bản mới hơn được xuất bản với nhiều bổ sung khác nhau.
- Enterprise Library 1.0 (tháng 1 năm 2005) - đã lỗi thời
- Enterprise Library 1.1 (tháng 6 năm 2005) - đã lỗi thời
- Enterprise Library 2.0 (tháng 1 năm 2006) - đã bị bỏ
- Enterprise Library 3.0 (tháng 4 năm 2007) - đã lỗi thời
- Enterprise Library 3.1 (tháng 5 năm 2007) - còn sử dụng
- Enterprise Library 4.0 (tháng 5 năm 2008) - còn sử dụng
- Enterprise Library 4.1 (tháng 10 năm 2008) - còn sử dụng
- Enterprise Library 5.0 (tháng 5 năm 2010) - còn sử dụng
- Enterprise Library 6.0 (tháng 6 năm 2013) - phiên bản hiện hành

## Cấu trúc
Phiên bản Enterprise Library 5.0 bao gồm các khối thư viện ứng dụng sau:
- Caching Application Block: chuyên về bộ nhớ đệm
- Cryptography Application Block: chuyên về mã hóa
- Data Access Application Block: chuyên về truy cập dữ liệu
- Exception Handling Application Block: chuyên về xử lý lỗi
- Logging Application Block: chuyên về nhật ký phần mềm
- Policy Injection Application Block: chuyên về chính sách bổ sung phần mềm
- Security Application Block: chuyên về bảo mật phần mềm
- Unity Application Block: chuyên về kỹ thuật bổ sung phụ thuộc vào phần mềm đã viết
- Validation Application Block: chuyên về việc kiểm tra ràng buộc